# Küstenstraße

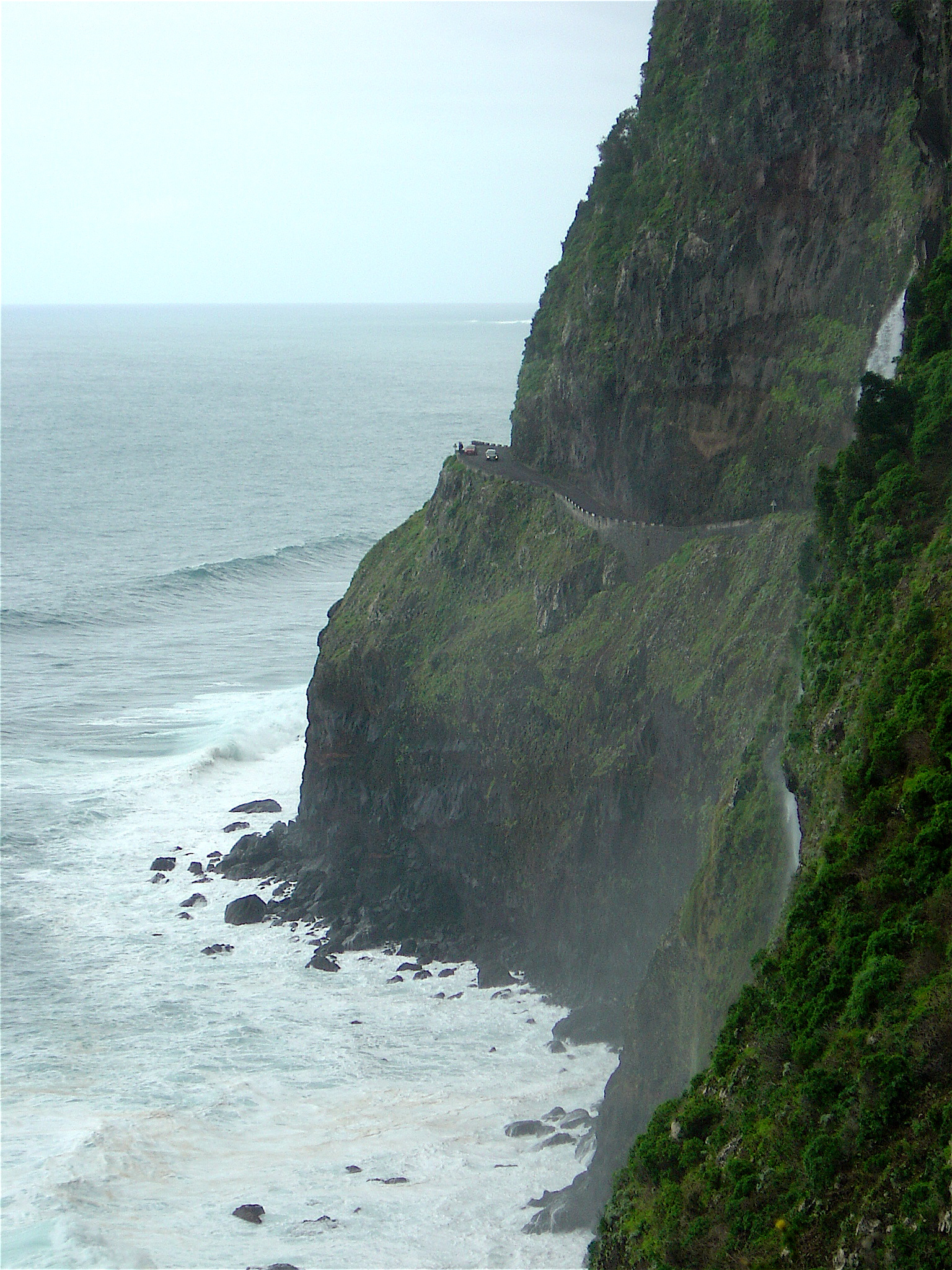
Alte Küstenstraße im Norden von Madeira

Küstenstraße ist ein Begriff für eine Straße, die entlang einer Küste führt. Er impliziert – anders als der Begriff Uferstraße – oft, dass die Straße in einiger Höhe über dem Wasserspiegel z. B. an einer Steilküste verläuft und so Ausblicke über größere Küstenabschnitte ermöglicht („Panoramastraße“).

## Bekannte Beispiele
- Grüne Küstenstraße – führt entlang der Nordseeküste, von Belgien bis nach Norwegen
- Adriatische Küstenstraße
- Via Balbia – 1.822 km lange Küstenstraße in Libyen
- Cannery Row – die Küstenstraße (und das Tourismusviertel) von Monterey, Kalifornien
- Chapman’s Peak Drive – die neun Kilometer lange Küstenstraße auf der Kap-Halbinsel südlich von Kapstadt
- Ring of Beara – 140 km lange Panoramaküstenstraße auf der Beara-Halbinsel im Südwesten Irlands
- Amalfitana – führt 50 km entlang der Amalfiküste in den Provinzen Neapel und Salerno
- Strada Costiera – führt von Barcola nach Sistiana